# 下羅特山
46°01′19.07″N 7°47′51.27″E / 46.0219639°N 7.7975750°E

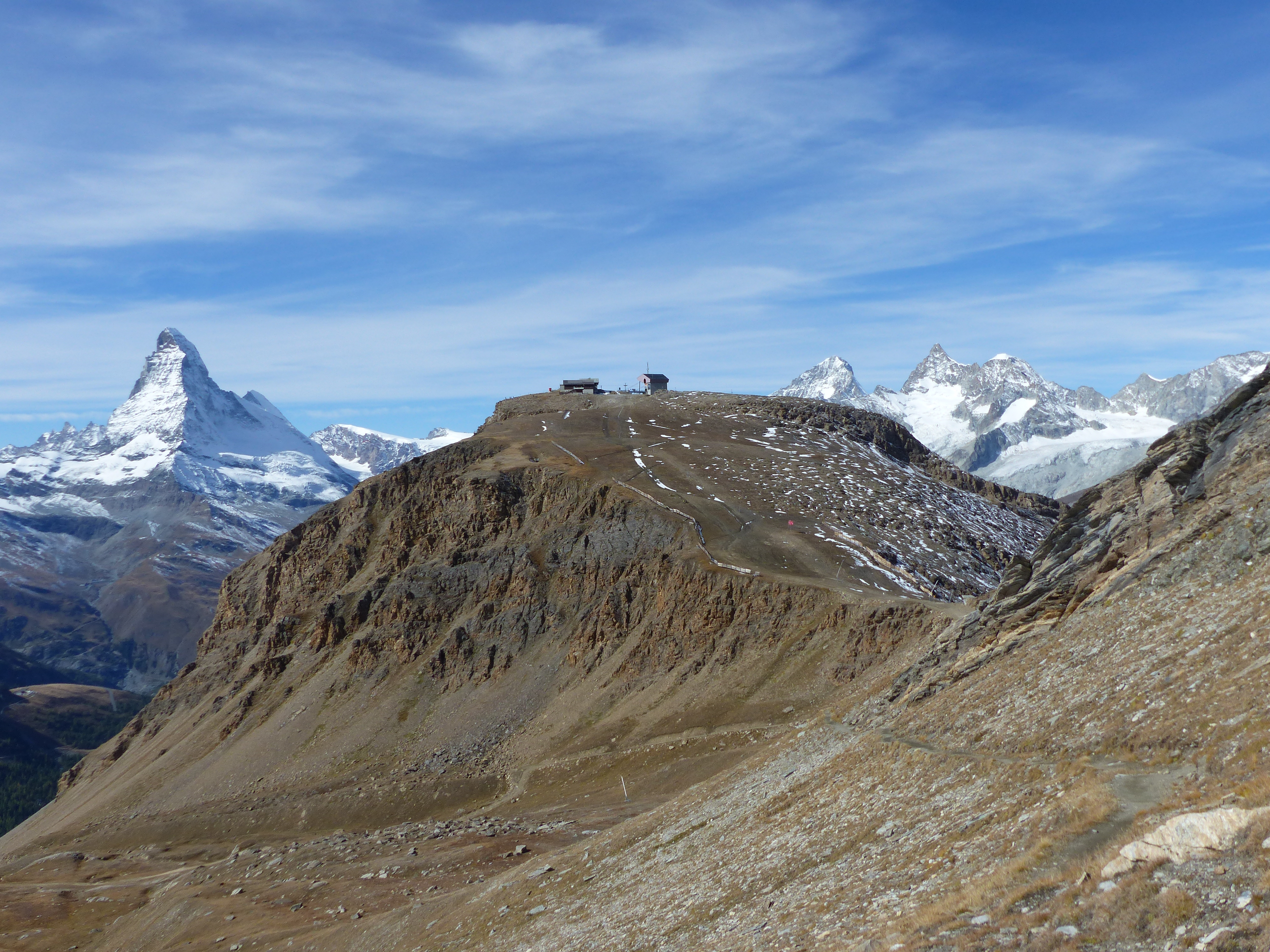

下羅特山（Unterrothorn），是瑞士的山峰，位於該國西南部，由瓦萊州負責管轄，屬於本寧阿爾卑斯山脈的一部分，海拔高度3,104米，每年平均降雨量1,358毫米。